# Olympische Sommerspiele 2008/Basketball – Männer
Das Basketballturnier der Herren bei den Olympischen Spielen 2008 wurde vom 10. bis 24. August ausgetragen. Insgesamt nahmen 12 Teams teil.

## Vorrunde

### Gruppe A
| Rang | Nation      | Spiele | Siege | Ndlg. | Körbe   | Diff. | Punkte | Qualifikation |
| ---- | ----------- | ------ | ----- | ----- | ------- | ----- | ------ | ------------- |
| 1.   | Litauen     | 5      | 4     | 1     | 425:400 | +25   | 9      | Viertelfinale |
| 2.   | Argentinien | 5      | 4     | 1     | 425:361 | +64   | 9      | Viertelfinale |
| 3.   | Kroatien    | 5      | 3     | 2     | 399:380 | +19   | 8      | Viertelfinale |
| 4.   | Australien  | 5      | 3     | 2     | 457:405 | +52   | 8      | Viertelfinale |
| 5.   | Russland    | 5      | 1     | 4     | 387:406 | −19   | 6      |               |
| 6.   | Iran        | 5      | 0     | 5     | 323:464 | −141  | 5      |               |

| 10. August 2008 9:00 Uhr (Ortszeit) |                                                                                 | Russland | 71 – 49                                                   | Iran | Wukesong-Hallenstadion, Peking Zuschauer: 11.083 Schiedsrichter: Juan Arteaga (ESP), Nikolaos Pitsilkas (GRE), Yang Maogong (CHN) |
| 10. August 2008 9:00 Uhr (Ortszeit) | Punkte pro Viertel: 24:5, 14:17, 8:16, 25:11 Punkte pro Halbzeit: 38:22, 33:27. |          |                                                           |      | Wukesong-Hallenstadion, Peking Zuschauer: 11.083 Schiedsrichter: Juan Arteaga (ESP), Nikolaos Pitsilkas (GRE), Yang Maogong (CHN) |
| 10. August 2008 9:00 Uhr (Ortszeit) | Punkte: Holden 19 Rebounds: Monja 6 Assists: Sawrasenko 4                       |          | Punkte: Nikkhah 16 Rebounds: Haddadi 8 Assists: Kamrani 3 |      | Wukesong-Hallenstadion, Peking Zuschauer: 11.083 Schiedsrichter: Juan Arteaga (ESP), Nikolaos Pitsilkas (GRE), Yang Maogong (CHN) |
| 10. August 2008 9:00 Uhr (Ortszeit) |                                                                                 |          |                                                           |      | Wukesong-Hallenstadion, Peking Zuschauer: 11.083 Schiedsrichter: Juan Arteaga (ESP), Nikolaos Pitsilkas (GRE), Yang Maogong (CHN) |

| 10. August 2008 16:45 Uhr (Ortszeit) |                                                                                   | Litauen | 79 – 75                                                             | Argentinien | Wukesong-Hallenstadion, Peking Zuschauer: 11.083 Schiedsrichter: José Carrión (PUR), Nikolaos Zavlanos (GRE), Yuji Hirahara (JPN) |
| 10. August 2008 16:45 Uhr (Ortszeit) | Punkte pro Viertel: 14:11, 20:19, 17:15, 28:30 Punkte pro Halbzeit: 34:30, 45:45. |         |                                                                     |             | Wukesong-Hallenstadion, Peking Zuschauer: 11.083 Schiedsrichter: José Carrión (PUR), Nikolaos Zavlanos (GRE), Yuji Hirahara (JPN) |
| 10. August 2008 16:45 Uhr (Ortszeit) | Punkte: Kleiza 13 Rebounds: K. Lavrinovič 7 Assists: Jasikevičius 8               |         | Punkte: Ginobili 19 Rebounds: Oberto 11 Assists: Oberto, Prigioni 3 |             | Wukesong-Hallenstadion, Peking Zuschauer: 11.083 Schiedsrichter: José Carrión (PUR), Nikolaos Zavlanos (GRE), Yuji Hirahara (JPN) |
| 10. August 2008 16:45 Uhr (Ortszeit) |                                                                                   |         |                                                                     |             | Wukesong-Hallenstadion, Peking Zuschauer: 11.083 Schiedsrichter: José Carrión (PUR), Nikolaos Zavlanos (GRE), Yuji Hirahara (JPN) |

| 10. August 2008 20:00 Uhr (Ortszeit) |                                                                                   | Australien | 82 – 97                                                          | Kroatien | Wukesong-Hallenstadion, Peking Zuschauer: 11.083 Schiedsrichter: Cristiano Maranho (BRA), Eddie Rush (USA), Petr Sudek (SVK) |
| 10. August 2008 20:00 Uhr (Ortszeit) | Punkte pro Viertel: 14:21, 17:26, 22:26, 29:24 Punkte pro Halbzeit: 31:47, 51:50. |            |                                                                  |          | Wukesong-Hallenstadion, Peking Zuschauer: 11.083 Schiedsrichter: Cristiano Maranho (BRA), Eddie Rush (USA), Petr Sudek (SVK) |
| 10. August 2008 20:00 Uhr (Ortszeit) | Punkte: Nielsen 13 Rebounds: Anstey 7 Assists: Barlow 3                           |            | Punkte: Prkačin, Banić 16 Rebounds: Lončar 10 Assists: Popović 5 |          | Wukesong-Hallenstadion, Peking Zuschauer: 11.083 Schiedsrichter: Cristiano Maranho (BRA), Eddie Rush (USA), Petr Sudek (SVK) |
| 10. August 2008 20:00 Uhr (Ortszeit) |                                                                                   |            |                                                                  |          | Wukesong-Hallenstadion, Peking Zuschauer: 11.083 Schiedsrichter: Cristiano Maranho (BRA), Eddie Rush (USA), Petr Sudek (SVK) |

| 12. August 2008 9:00 Uhr (Ortszeit) |                                                                                   | Iran | 67 – 99                                                                           | Litauen | Wukesong-Hallenstadion, Peking Zuschauer: 11.083 Schiedsrichter: Eddie Rush (USA), João Abreu Muhimua (MOZ), Petr Sudek (SVK) |
| 12. August 2008 9:00 Uhr (Ortszeit) | Punkte pro Viertel: 20:15, 14:31, 19:28, 14:25 Punkte pro Halbzeit: 34:46, 33:53. |      |                                                                                   |         | Wukesong-Hallenstadion, Peking Zuschauer: 11.083 Schiedsrichter: Eddie Rush (USA), João Abreu Muhimua (MOZ), Petr Sudek (SVK) |
| 12. August 2008 9:00 Uhr (Ortszeit) | Punkte: Haddadi 21 Rebounds: Sahakian 12 Assists: Amini 4                         |      | Punkte: Kleiza 22 Rebounds: Kleiza 8 Assists: Jasikevičius, Lukauskis, Mačiulis 3 |         | Wukesong-Hallenstadion, Peking Zuschauer: 11.083 Schiedsrichter: Eddie Rush (USA), João Abreu Muhimua (MOZ), Petr Sudek (SVK) |
| 12. August 2008 9:00 Uhr (Ortszeit) |                                                                                   |      |                                                                                   |         | Wukesong-Hallenstadion, Peking Zuschauer: 11.083 Schiedsrichter: Eddie Rush (USA), João Abreu Muhimua (MOZ), Petr Sudek (SVK) |

| 12. August 2008 11:15 Uhr (Ortszeit) |                                                                                   | Kroatien | 85 – 78                                                                | Russland | Wukesong-Hallenstadion, Peking Zuschauer: 11.083 Schiedsrichter: Ma Lijun (CHN), Nikolaos Zavlanos (GRE), Reynaldo Mercedes (DOM) |
| 12. August 2008 11:15 Uhr (Ortszeit) | Punkte pro Viertel: 16:17, 26:19, 18:15, 25:27 Punkte pro Halbzeit: 42:36, 43:42. |          |                                                                        |          | Wukesong-Hallenstadion, Peking Zuschauer: 11.083 Schiedsrichter: Ma Lijun (CHN), Nikolaos Zavlanos (GRE), Reynaldo Mercedes (DOM) |
| 12. August 2008 11:15 Uhr (Ortszeit) | Punkte: Popović 22 Rebounds: Barać 7 Assists: Popović, Lončar 3                   |          | Punkte: Kirilenko 18 Rebounds: Kirilenko 6 Assists: Kirilenko, Bykow 3 |          | Wukesong-Hallenstadion, Peking Zuschauer: 11.083 Schiedsrichter: Ma Lijun (CHN), Nikolaos Zavlanos (GRE), Reynaldo Mercedes (DOM) |
| 12. August 2008 11:15 Uhr (Ortszeit) |                                                                                   |          |                                                                        |          | Wukesong-Hallenstadion, Peking Zuschauer: 11.083 Schiedsrichter: Ma Lijun (CHN), Nikolaos Zavlanos (GRE), Reynaldo Mercedes (DOM) |

| 12. August 2008 22:15 Uhr (Ortszeit) |                                                                                   | Argentinien | 85 – 68                                                        | Australien | Wukesong-Hallenstadion, Peking Zuschauer: 11.083 Schiedsrichter: Juan Arteaga (ESP), Nikolaos Pitsilkas (GRE), Stephen Seibel (CAN) |
| 12. August 2008 22:15 Uhr (Ortszeit) | Punkte pro Viertel: 23:11, 16:18, 24:17, 22:22 Punkte pro Halbzeit: 39:29, 46:39. |             |                                                                |            | Wukesong-Hallenstadion, Peking Zuschauer: 11.083 Schiedsrichter: Juan Arteaga (ESP), Nikolaos Pitsilkas (GRE), Stephen Seibel (CAN) |
| 12. August 2008 22:15 Uhr (Ortszeit) | Punkte: Ginobili 21 Rebounds: Nocioni 8 Assists: Ginobili 7                       |             | Punkte: Mills 22 Rebounds: Andersen 6 Assists: Bogut, Bruton 2 |            | Wukesong-Hallenstadion, Peking Zuschauer: 11.083 Schiedsrichter: Juan Arteaga (ESP), Nikolaos Pitsilkas (GRE), Stephen Seibel (CAN) |
| 12. August 2008 22:15 Uhr (Ortszeit) |                                                                                   |             |                                                                |            | Wukesong-Hallenstadion, Peking Zuschauer: 11.083 Schiedsrichter: Juan Arteaga (ESP), Nikolaos Pitsilkas (GRE), Stephen Seibel (CAN) |

| 14. August 2008 11:15 Uhr (Ortszeit) |                                                                                   | Australien | 106 – 68                                                 | Iran | Wukesong-Hallenstadion, Peking Zuschauer: 11.083 Schiedsrichter: José Carrión (PUR), Mohammad Al-Amiri (KUW), Nikolaos Zavlanos (GRE) |
| 14. August 2008 11:15 Uhr (Ortszeit) | Punkte pro Viertel: 28:15, 25:14, 22:19, 31:20 Punkte pro Halbzeit: 53:29, 53:39. |            |                                                          |      | Wukesong-Hallenstadion, Peking Zuschauer: 11.083 Schiedsrichter: José Carrión (PUR), Mohammad Al-Amiri (KUW), Nikolaos Zavlanos (GRE) |
| 14. August 2008 11:15 Uhr (Ortszeit) | Punkte: Newley 24 Rebounds: Bogut 7 Assists: Mills, Worthington, Bruton 5         |            | Punkte: Nikkhah 23 Rebounds: Haddadi 8 Assists: Davari 4 |      | Wukesong-Hallenstadion, Peking Zuschauer: 11.083 Schiedsrichter: José Carrión (PUR), Mohammad Al-Amiri (KUW), Nikolaos Zavlanos (GRE) |
| 14. August 2008 11:15 Uhr (Ortszeit) |                                                                                   |            |                                                          |      | Wukesong-Hallenstadion, Peking Zuschauer: 11.083 Schiedsrichter: José Carrión (PUR), Mohammad Al-Amiri (KUW), Nikolaos Zavlanos (GRE) |

| 14. August 2008 16:45 Uhr (Ortszeit) |                                                                                   | Litauen | 86 – 79                                                    | Russland | Wukesong-Hallenstadion, Peking Zuschauer: 11.083 Schiedsrichter: Ilija Belošević (SRB), Nikolaos Pitsilkas (GRE), Stephen Seibel (CAN) |
| 14. August 2008 16:45 Uhr (Ortszeit) | Punkte pro Viertel: 23:24, 21:17, 25:21, 17:17 Punkte pro Halbzeit: 44:41, 42:38. |         |                                                            |          | Wukesong-Hallenstadion, Peking Zuschauer: 11.083 Schiedsrichter: Ilija Belošević (SRB), Nikolaos Pitsilkas (GRE), Stephen Seibel (CAN) |
| 14. August 2008 16:45 Uhr (Ortszeit) | Punkte: Kaukėnas 20 Rebounds: Kleiza 11 Assists: Jasikevičius 5                   |         | Punkte: Holden 25 Rebounds: Chrjapa 9 Assists: Kirilenko 6 |          | Wukesong-Hallenstadion, Peking Zuschauer: 11.083 Schiedsrichter: Ilija Belošević (SRB), Nikolaos Pitsilkas (GRE), Stephen Seibel (CAN) |
| 14. August 2008 16:45 Uhr (Ortszeit) |                                                                                   |         |                                                            |          | Wukesong-Hallenstadion, Peking Zuschauer: 11.083 Schiedsrichter: Ilija Belošević (SRB), Nikolaos Pitsilkas (GRE), Stephen Seibel (CAN) |

| 14. August 2008 22:15 Uhr (Ortszeit) |                                                                                  | Argentinien | 77 – 53                                                  | Kroatien | Wukesong-Hallenstadion, Peking Zuschauer: 11.083 Schiedsrichter: Cristiano Maranho (BRA), Eddie Rush (USA), Juan Arteaga (ESP) |
| 14. August 2008 22:15 Uhr (Ortszeit) | Punkte pro Viertel: 21:13, 19:9, 19:16, 18:15 Punkte pro Halbzeit: 40:22, 37:31. |             |                                                          |          | Wukesong-Hallenstadion, Peking Zuschauer: 11.083 Schiedsrichter: Cristiano Maranho (BRA), Eddie Rush (USA), Juan Arteaga (ESP) |
| 14. August 2008 22:15 Uhr (Ortszeit) | Punkte: Nocioni 18 Rebounds: Nocioni 8 Assists: Ginobili 8                       |             | Punkte: Tomas, Banić 9 Rebounds: Banić 6 Assists: Ukić 2 |          | Wukesong-Hallenstadion, Peking Zuschauer: 11.083 Schiedsrichter: Cristiano Maranho (BRA), Eddie Rush (USA), Juan Arteaga (ESP) |
| 14. August 2008 22:15 Uhr (Ortszeit) |                                                                                  |             |                                                          |          | Wukesong-Hallenstadion, Peking Zuschauer: 11.083 Schiedsrichter: Cristiano Maranho (BRA), Eddie Rush (USA), Juan Arteaga (ESP) |

| 16. August 2008 11:15 Uhr (Ortszeit) |                                                                                   | Russland | 80 – 95                                                      | Australien | Wukesong-Hallenstadion, Peking Zuschauer: 11.083 Schiedsrichter: Carl Jungebrand (FIN), Cristiano Maranho (BRA), Yuji Hirahara (JPN) |
| 16. August 2008 11:15 Uhr (Ortszeit) | Punkte pro Viertel: 16:27, 17:22, 22:20, 25:26 Punkte pro Halbzeit: 33:49, 47:46. |          |                                                              |            | Wukesong-Hallenstadion, Peking Zuschauer: 11.083 Schiedsrichter: Carl Jungebrand (FIN), Cristiano Maranho (BRA), Yuji Hirahara (JPN) |
| 16. August 2008 11:15 Uhr (Ortszeit) | Punkte: Chrjapa 21 Rebounds: Chrjapa 9 Assists: Holden 6                          |          | Punkte: Bogut, Bruton 22 Rebounds: Bogut 8 Assists: Bruton 6 |            | Wukesong-Hallenstadion, Peking Zuschauer: 11.083 Schiedsrichter: Carl Jungebrand (FIN), Cristiano Maranho (BRA), Yuji Hirahara (JPN) |
| 16. August 2008 11:15 Uhr (Ortszeit) |                                                                                   |          |                                                              |            | Wukesong-Hallenstadion, Peking Zuschauer: 11.083 Schiedsrichter: Carl Jungebrand (FIN), Cristiano Maranho (BRA), Yuji Hirahara (JPN) |

| 16. August 2008 14:30 Uhr (Ortszeit) |                                                                                   | Kroatien | 73 – 86                                                                | Litauen | Wukesong-Hallenstadion, Peking Zuschauer: 11.083 Schiedsrichter: Fabio Facchini (ITA), Juan Arteaga (ESP), Nikolaos Zavlanos (GRE) |
| 16. August 2008 14:30 Uhr (Ortszeit) | Punkte pro Viertel: 15:13, 30:29, 17:16, 11:28 Punkte pro Halbzeit: 45:42, 28:44. |          |                                                                        |         | Wukesong-Hallenstadion, Peking Zuschauer: 11.083 Schiedsrichter: Fabio Facchini (ITA), Juan Arteaga (ESP), Nikolaos Zavlanos (GRE) |
| 16. August 2008 14:30 Uhr (Ortszeit) | Punkte: Ukić 13 Rebounds: Banić 7 Assists: Kus 3                                  |          | Punkte: Lukauskis 20 Rebounds: K. Lavrinovič 7 Assists: Jasikevičius 6 |         | Wukesong-Hallenstadion, Peking Zuschauer: 11.083 Schiedsrichter: Fabio Facchini (ITA), Juan Arteaga (ESP), Nikolaos Zavlanos (GRE) |
| 16. August 2008 14:30 Uhr (Ortszeit) |                                                                                   |          |                                                                        |         | Wukesong-Hallenstadion, Peking Zuschauer: 11.083 Schiedsrichter: Fabio Facchini (ITA), Juan Arteaga (ESP), Nikolaos Zavlanos (GRE) |

| 16. August 2008 16:45 Uhr (Ortszeit) |                                                                                   | Iran | 82 – 97                                                   | Argentinien | Wukesong-Hallenstadion, Peking Zuschauer: 11.083 Schiedsrichter: Abdellilah Chlif (MAR), Nikolaos Pitsilkas (GRE), Yang Maogong (CHN) |
| 16. August 2008 16:45 Uhr (Ortszeit) | Punkte pro Viertel: 14:19, 19:23, 24:30, 25–25 Punkte pro Halbzeit: 33:42, 49:55. |      |                                                           |             | Wukesong-Hallenstadion, Peking Zuschauer: 11.083 Schiedsrichter: Abdellilah Chlif (MAR), Nikolaos Pitsilkas (GRE), Yang Maogong (CHN) |
| 16. August 2008 16:45 Uhr (Ortszeit) | Punkte: Haddadi 21 Rebounds: Haddadi 16 Assists: Kamrani 4                        |      | Punkte: Ginobili 32 Rebounds: Scola 7 Assists: Prigioni 6 |             | Wukesong-Hallenstadion, Peking Zuschauer: 11.083 Schiedsrichter: Abdellilah Chlif (MAR), Nikolaos Pitsilkas (GRE), Yang Maogong (CHN) |
| 16. August 2008 16:45 Uhr (Ortszeit) |                                                                                   |      |                                                           |             | Wukesong-Hallenstadion, Peking Zuschauer: 11.083 Schiedsrichter: Abdellilah Chlif (MAR), Nikolaos Pitsilkas (GRE), Yang Maogong (CHN) |

| 18. August 2008 9:00 Uhr (Ortszeit) |                                                                                 | Iran | 57 – 91                                                           | Kroatien | Wukesong-Hallenstadion, Peking Zuschauer: 11.083 Schiedsrichter: Carl Jungebrand (FIN), Ma Lijun (CHN), Mohammad Al-Amiri (KUW) |
| 18. August 2008 9:00 Uhr (Ortszeit) | Punkte pro Viertel: 8:19, 8:35, 23:16, 18:21 Punkte pro Halbzeit: 16:54, 41:37. |      |                                                                   |          | Wukesong-Hallenstadion, Peking Zuschauer: 11.083 Schiedsrichter: Carl Jungebrand (FIN), Ma Lijun (CHN), Mohammad Al-Amiri (KUW) |
| 18. August 2008 9:00 Uhr (Ortszeit) | Punkte: Nikkhah 25 Rebounds: Haddadi 15 Assists: Haddadi 2                      |      | Punkte: Rozić, Tomas 16 Rebounds: Lončar, Barać 7 Assists: Ukić 8 |          | Wukesong-Hallenstadion, Peking Zuschauer: 11.083 Schiedsrichter: Carl Jungebrand (FIN), Ma Lijun (CHN), Mohammad Al-Amiri (KUW) |
| 18. August 2008 9:00 Uhr (Ortszeit) |                                                                                 |      |                                                                   |          | Wukesong-Hallenstadion, Peking Zuschauer: 11.083 Schiedsrichter: Carl Jungebrand (FIN), Ma Lijun (CHN), Mohammad Al-Amiri (KUW) |

| 18. August 2008 11:15 Uhr (Ortszeit) |                                                                                   | Australien | 106 – 75                                                                   | Litauen | Wukesong-Hallenstadion, Peking Zuschauer: 11.083 Schiedsrichter: José Carrión (PUR), Nikolaos Pitsilkas (GRE), Yang Maogong (CHN) |
| 18. August 2008 11:15 Uhr (Ortszeit) | Punkte pro Viertel: 28:14, 27:15, 20:22, 31:24 Punkte pro Halbzeit: 55:29, 51:46. |            |                                                                            |         | Wukesong-Hallenstadion, Peking Zuschauer: 11.083 Schiedsrichter: José Carrión (PUR), Nikolaos Pitsilkas (GRE), Yang Maogong (CHN) |
| 18. August 2008 11:15 Uhr (Ortszeit) | Punkte: Bogut 23 Rebounds: Mills 4 Assists: Anstey 4                              |            | Punkte: K. Lavrinovič 14 Rebounds: K. Lavrinovič 8 Assists: Jasikevičius 5 |         | Wukesong-Hallenstadion, Peking Zuschauer: 11.083 Schiedsrichter: José Carrión (PUR), Nikolaos Pitsilkas (GRE), Yang Maogong (CHN) |
| 18. August 2008 11:15 Uhr (Ortszeit) |                                                                                   |            |                                                                            |         | Wukesong-Hallenstadion, Peking Zuschauer: 11.083 Schiedsrichter: José Carrión (PUR), Nikolaos Pitsilkas (GRE), Yang Maogong (CHN) |

| 18. August 2008 22:15 Uhr (Ortszeit) |                                                                                   | Argentinien | 91 – 79                                                      | Russland | Wukesong-Hallenstadion, Peking Zuschauer: 11.083 Schiedsrichter: Nikolaos Zavlanos (GRE), Petr Sudek (SVK), Reynaldo Mercedes (DOM) |
| 18. August 2008 22:15 Uhr (Ortszeit) | Punkte pro Viertel: 27:16, 18:23, 27:25, 19:15 Punkte pro Halbzeit: 45:39, 46:40. |             |                                                              |          | Wukesong-Hallenstadion, Peking Zuschauer: 11.083 Schiedsrichter: Nikolaos Zavlanos (GRE), Petr Sudek (SVK), Reynaldo Mercedes (DOM) |
| 18. August 2008 22:15 Uhr (Ortszeit) | Punkte: Scola 37 Rebounds: Nocioni 9 Assists: Prigioni 10                         |             | Punkte: Kirilenko 23 Rebounds: Kirilenko 9 Assists: Holden 5 |          | Wukesong-Hallenstadion, Peking Zuschauer: 11.083 Schiedsrichter: Nikolaos Zavlanos (GRE), Petr Sudek (SVK), Reynaldo Mercedes (DOM) |
| 18. August 2008 22:15 Uhr (Ortszeit) |                                                                                   |             |                                                              |          | Wukesong-Hallenstadion, Peking Zuschauer: 11.083 Schiedsrichter: Nikolaos Zavlanos (GRE), Petr Sudek (SVK), Reynaldo Mercedes (DOM) |

### Gruppe B
| Rang | Nation             | Spiele | Siege | Ndlg. | Körbe   | Diff. | Punkte | Qualifikation |
| ---- | ------------------ | ------ | ----- | ----- | ------- | ----- | ------ | ------------- |
| 1.   | Vereinigte Staaten | 5      | 5     | 0     | 515:354 | +161  | 10     | Viertelfinale |
| 2.   | Spanien            | 5      | 4     | 1     | 418:369 | +49   | 9      | Viertelfinale |
| 3.   | Griechenland       | 5      | 3     | 2     | 415:375 | +40   | 8      | Viertelfinale |
| 4.   | China              | 5      | 2     | 3     | 366:400 | −34   | 7      | Viertelfinale |
| 5.   | Deutschland        | 5      | 1     | 4     | 330:390 | −60   | 6      |               |
| 6.   | Angola             | 5      | 0     | 5     | 321:477 | −156  | 5      |               |

| 10. August 2008 11:15 Uhr (Ortszeit) |                                                                                   | Deutschland | 95 – 66                                                        | Angola | Wukesong-Hallenstadion, Peking Zuschauer: 11.083 Schiedsrichter: Michael Aylen (AUS), Romualdas Brazauskas (LTU), Stephen Seibel (CAN) |
| 10. August 2008 11:15 Uhr (Ortszeit) | Punkte pro Viertel: 25:21, 29:13, 24:18, 17:14 Punkte pro Halbzeit: 54:34, 41:32. |             |                                                                |        | Wukesong-Hallenstadion, Peking Zuschauer: 11.083 Schiedsrichter: Michael Aylen (AUS), Romualdas Brazauskas (LTU), Stephen Seibel (CAN) |
| 10. August 2008 11:15 Uhr (Ortszeit) | Punkte: Kaman 24 Rebounds: Jagla 11 Assists: Hamann 4                             |             | Punkte: Mingas 24 Rebounds: Gomes 8 Assists: Cipriano, Costa 2 |        | Wukesong-Hallenstadion, Peking Zuschauer: 11.083 Schiedsrichter: Michael Aylen (AUS), Romualdas Brazauskas (LTU), Stephen Seibel (CAN) |
| 10. August 2008 11:15 Uhr (Ortszeit) |                                                                                   |             |                                                                |        | Wukesong-Hallenstadion, Peking Zuschauer: 11.083 Schiedsrichter: Michael Aylen (AUS), Romualdas Brazauskas (LTU), Stephen Seibel (CAN) |

| 10. August 2008 14:30 Uhr (Ortszeit) |                                                                                   | Spanien | 81 – 66                                                            | Griechenland | Wukesong-Hallenstadion, Peking Zuschauer: 11.083 Schiedsrichter: Pablo Estévez (ARG), Reynaldo Mercedes (DOM), Scott Butler (AUS) |
| 10. August 2008 14:30 Uhr (Ortszeit) | Punkte pro Viertel: 20:16, 15:13, 27:17, 19:20 Punkte pro Halbzeit: 35:29, 46:37. |         |                                                                    |              | Wukesong-Hallenstadion, Peking Zuschauer: 11.083 Schiedsrichter: Pablo Estévez (ARG), Reynaldo Mercedes (DOM), Scott Butler (AUS) |
| 10. August 2008 14:30 Uhr (Ortszeit) | Punkte: Fernández 16 Rebounds: P. Gasol 7 Assists: Navarro, Rodríguez 2           |         | Punkte: Spanoulis 15 Rebounds: Tsartsaris 8 Assists: Diamantidis 3 |              | Wukesong-Hallenstadion, Peking Zuschauer: 11.083 Schiedsrichter: Pablo Estévez (ARG), Reynaldo Mercedes (DOM), Scott Butler (AUS) |
| 10. August 2008 14:30 Uhr (Ortszeit) |                                                                                   |         |                                                                    |              | Wukesong-Hallenstadion, Peking Zuschauer: 11.083 Schiedsrichter: Pablo Estévez (ARG), Reynaldo Mercedes (DOM), Scott Butler (AUS) |

| 10. August 2008 22:15 Uhr (Ortszeit) |                                                                                   | Vereinigte Staaten | 101 – 70                                                       | China | Wukesong-Hallenstadion, Peking Zuschauer: 11.083 Schiedsrichter: Carl Jungebrand (FIN), Fabio Facchini (ITA), Ilija Belošević (SRB) |
| 10. August 2008 22:15 Uhr (Ortszeit) | Punkte pro Viertel: 20:16, 29:21, 25:11, 27:22 Punkte pro Halbzeit: 49:37, 52:33. |                    |                                                                |       | Wukesong-Hallenstadion, Peking Zuschauer: 11.083 Schiedsrichter: Carl Jungebrand (FIN), Fabio Facchini (ITA), Ilija Belošević (SRB) |
| 10. August 2008 22:15 Uhr (Ortszeit) | Punkte: Wade 19 Rebounds: Bosh 8 Assists: Paul 6                                  |                    | Punkte: Yao 13 Rebounds: Yao 10 Assists: Chen, Liu, Zhu, Sun 2 |       | Wukesong-Hallenstadion, Peking Zuschauer: 11.083 Schiedsrichter: Carl Jungebrand (FIN), Fabio Facchini (ITA), Ilija Belošević (SRB) |
| 10. August 2008 22:15 Uhr (Ortszeit) |                                                                                   |                    |                                                                |       | Wukesong-Hallenstadion, Peking Zuschauer: 11.083 Schiedsrichter: Carl Jungebrand (FIN), Fabio Facchini (ITA), Ilija Belošević (SRB) |

| 12. August 2008 14:30 Uhr (Ortszeit) |                                                                                   | Griechenland | 87 – 64                                                    | Deutschland | Wukesong-Hallenstadion, Peking Zuschauer: 11.083 Schiedsrichter: Carl Jungebrand (FIN), Ilija Belošević (SRB), Yuji Hirahara (JPN) |
| 12. August 2008 14:30 Uhr (Ortszeit) | Punkte pro Viertel: 21:23, 23:10, 25:15, 18:16 Punkte pro Halbzeit: 44:33, 43:31. |              |                                                            |             | Wukesong-Hallenstadion, Peking Zuschauer: 11.083 Schiedsrichter: Carl Jungebrand (FIN), Ilija Belošević (SRB), Yuji Hirahara (JPN) |
| 12. August 2008 14:30 Uhr (Ortszeit) | Punkte: Spanoulis 23 Rebounds: Bourousis 8 Assists: Spanoulis 5                   |              | Punkte: Nowitzki 13 Rebounds: Nowitzki 6 Assists: Greene 2 |             | Wukesong-Hallenstadion, Peking Zuschauer: 11.083 Schiedsrichter: Carl Jungebrand (FIN), Ilija Belošević (SRB), Yuji Hirahara (JPN) |
| 12. August 2008 14:30 Uhr (Ortszeit) |                                                                                   |              |                                                            |             | Wukesong-Hallenstadion, Peking Zuschauer: 11.083 Schiedsrichter: Carl Jungebrand (FIN), Ilija Belošević (SRB), Yuji Hirahara (JPN) |

| 12. August 2008 16:45 Uhr (Ortszeit) | | China | 75 – 85                                                                  | Spanien | Wukesong-Hallenstadion, Peking Zuschauer: 11.083 Schiedsrichter: Cristiano Maranho (BRA), José Carrión (PUR), Michael Aylen (AUS) |
| 12. August 2008 16:45 Uhr (Ortszeit) | Punkte pro Viertel: 18:20, 28:17, 15:10, 11:25. Overtime/s: 3:13 Punkte pro Halbzeit: 46:37, 26:35.. Overtime/s: 3:13 |       |                                                                          |         | Wukesong-Hallenstadion, Peking Zuschauer: 11.083 Schiedsrichter: Cristiano Maranho (BRA), José Carrión (PUR), Michael Aylen (AUS) |
| 12. August 2008 16:45 Uhr (Ortszeit) | Punkte: Liu 19 Rebounds: Yao, Yi 9 Assists: Yao, Sun 3                                                                |       | Punkte: P. Gasol 29 Rebounds: P. Gasol, Fernández 8 Assists: Fernández 6 |         | Wukesong-Hallenstadion, Peking Zuschauer: 11.083 Schiedsrichter: Cristiano Maranho (BRA), José Carrión (PUR), Michael Aylen (AUS) |
| 12. August 2008 16:45 Uhr (Ortszeit) | |       |                                                                          |         | Wukesong-Hallenstadion, Peking Zuschauer: 11.083 Schiedsrichter: Cristiano Maranho (BRA), José Carrión (PUR), Michael Aylen (AUS) |

| 12. August 2008 20:00 Uhr (Ortszeit) |                                                                                   | Angola | 76 – 97                                              | Vereinigte Staaten | Wukesong-Hallenstadion, Peking Zuschauer: 11.083 Schiedsrichter: Dawna Townsend (CAN), Pablo Estévez (ARG), Scott Butler (AUS) |
| 12. August 2008 20:00 Uhr (Ortszeit) | Punkte pro Viertel: 18:29, 19:26, 16:26, 23:16 Punkte pro Halbzeit: 37:55, 39:42. |        |                                                      |                    | Wukesong-Hallenstadion, Peking Zuschauer: 11.083 Schiedsrichter: Dawna Townsend (CAN), Pablo Estévez (ARG), Scott Butler (AUS) |
| 12. August 2008 20:00 Uhr (Ortszeit) | Punkte: Morais 24 Rebounds: Gomes 8 Assists: Costa, Ambrosio 2                    |        | Punkte: Wade 19 Rebounds: Anthony 6 Assists: James 5 |                    | Wukesong-Hallenstadion, Peking Zuschauer: 11.083 Schiedsrichter: Dawna Townsend (CAN), Pablo Estévez (ARG), Scott Butler (AUS) |
| 12. August 2008 20:00 Uhr (Ortszeit) |                                                                                   |        |                                                      |                    | Wukesong-Hallenstadion, Peking Zuschauer: 11.083 Schiedsrichter: Dawna Townsend (CAN), Pablo Estévez (ARG), Scott Butler (AUS) |

| 14. August 2008 9:00 Uhr (Ortszeit) |                                                                                   | Deutschland | 59 – 72                                                             | Spanien | Wukesong-Hallenstadion, Peking Zuschauer: 11.083 Schiedsrichter: Fabio Facchini (ITA), Heros Avanessian (IRI), Scott Butler (AUS) |
| 14. August 2008 9:00 Uhr (Ortszeit) | Punkte pro Viertel: 15:12, 21:27, 12:20, 11:13 Punkte pro Halbzeit: 36:39, 23:33. |             |                                                                     |         | Wukesong-Hallenstadion, Peking Zuschauer: 11.083 Schiedsrichter: Fabio Facchini (ITA), Heros Avanessian (IRI), Scott Butler (AUS) |
| 14. August 2008 9:00 Uhr (Ortszeit) | Punkte: Hamann 15 Rebounds: Kaman 10 Assists: Hamann 3                            |             | Punkte: Calderón 15 Rebounds: M. Gasol 8 Assists: P. Gasol, Rubio 3 |         | Wukesong-Hallenstadion, Peking Zuschauer: 11.083 Schiedsrichter: Fabio Facchini (ITA), Heros Avanessian (IRI), Scott Butler (AUS) |
| 14. August 2008 9:00 Uhr (Ortszeit) |                                                                                   |             |                                                                     |         | Wukesong-Hallenstadion, Peking Zuschauer: 11.083 Schiedsrichter: Fabio Facchini (ITA), Heros Avanessian (IRI), Scott Butler (AUS) |

| 14. August 2008 14:30 Uhr (Ortszeit) |                                                                                  | Angola | 68 – 85                                           | China | Wukesong-Hallenstadion, Peking Zuschauer: 11.083 Schiedsrichter: Carl Jungebrand (FIN), Luigi Lamonica (ITA), Yuji Hirahara (JPN) |
| 14. August 2008 14:30 Uhr (Ortszeit) | Punkte pro Viertel: 15:28, 27:16, 9:21, 17:20 Punkte pro Halbzeit: 42:44, 26:41. |        |                                                   |       | Wukesong-Hallenstadion, Peking Zuschauer: 11.083 Schiedsrichter: Carl Jungebrand (FIN), Luigi Lamonica (ITA), Yuji Hirahara (JPN) |
| 14. August 2008 14:30 Uhr (Ortszeit) | Punkte: Gomes 17 Rebounds: Mingas 5 Assists: Gomes 3                             |        | Punkte: Yao 30 Rebounds: Yi 11 Assists: Zhu, Li 3 |       | Wukesong-Hallenstadion, Peking Zuschauer: 11.083 Schiedsrichter: Carl Jungebrand (FIN), Luigi Lamonica (ITA), Yuji Hirahara (JPN) |
| 14. August 2008 14:30 Uhr (Ortszeit) |                                                                                  |        |                                                   |       | Wukesong-Hallenstadion, Peking Zuschauer: 11.083 Schiedsrichter: Carl Jungebrand (FIN), Luigi Lamonica (ITA), Yuji Hirahara (JPN) |

| 14. August 2008 20:00 Uhr (Ortszeit) |                                                                                   | Vereinigte Staaten | 92 – 69                                                                     | Griechenland | Wukesong-Hallenstadion, Peking Zuschauer: 11.083 Schiedsrichter: Michael Aylen (AUS), Petr Sudek (SVK), Romualdas Brazauskas (LTU) |
| 14. August 2008 20:00 Uhr (Ortszeit) | Punkte pro Viertel: 20:16, 31:16, 23:22, 18:15 Punkte pro Halbzeit: 51:32, 41:37. |                    |                                                                             |              | Wukesong-Hallenstadion, Peking Zuschauer: 11.083 Schiedsrichter: Michael Aylen (AUS), Petr Sudek (SVK), Romualdas Brazauskas (LTU) |
| 14. August 2008 20:00 Uhr (Ortszeit) | Punkte: Bryant, Bosh 18 Rebounds: James, Howard, Anthony 6 Assists: James 6       |                    | Punkte: Papaloukas 15 Rebounds: Fotsis, Papaloukas 8 Assists: Diamantidis 3 |              | Wukesong-Hallenstadion, Peking Zuschauer: 11.083 Schiedsrichter: Michael Aylen (AUS), Petr Sudek (SVK), Romualdas Brazauskas (LTU) |
| 14. August 2008 20:00 Uhr (Ortszeit) |                                                                                   |                    |                                                                             |              | Wukesong-Hallenstadion, Peking Zuschauer: 11.083 Schiedsrichter: Michael Aylen (AUS), Petr Sudek (SVK), Romualdas Brazauskas (LTU) |

| 16. August 2008 9:00 Uhr (Ortszeit) |                                                                                   | Griechenland | 102 – 61                                                | Angola | Wukesong-Hallenstadion, Peking Zuschauer: 11.083 Schiedsrichter: Heros Avanessian (IRI), Ilija Belošević (SRB), José Carrión (PUR) |
| 16. August 2008 9:00 Uhr (Ortszeit) | Punkte pro Viertel: 12:11, 31:17, 38:14, 21:19 Punkte pro Halbzeit: 43:28, 59:33. |              |                                                         |        | Wukesong-Hallenstadion, Peking Zuschauer: 11.083 Schiedsrichter: Heros Avanessian (IRI), Ilija Belošević (SRB), José Carrión (PUR) |
| 16. August 2008 9:00 Uhr (Ortszeit) | Punkte: Bourousis 22 Rebounds: Glyniadakis, Fotsis 7 Assists: Fotsis 5            |              | Punkte: Mingas 25 Rebounds: Geronimo 7 Assists: Costa 4 |        | Wukesong-Hallenstadion, Peking Zuschauer: 11.083 Schiedsrichter: Heros Avanessian (IRI), Ilija Belošević (SRB), José Carrión (PUR) |
| 16. August 2008 9:00 Uhr (Ortszeit) |                                                                                   |              |                                                         |        | Wukesong-Hallenstadion, Peking Zuschauer: 11.083 Schiedsrichter: Heros Avanessian (IRI), Ilija Belošević (SRB), José Carrión (PUR) |

| 16. August 2008 20:00 Uhr (Ortszeit) |                                                                                | China | 59 – 55                                                              | Deutschland | Wukesong-Hallenstadion, Peking Zuschauer: 11.083 Schiedsrichter: Eddie Rush (USA), Pablo Estévez (ARG), Reynaldo Mercedes (DOM) |
| 16. August 2008 20:00 Uhr (Ortszeit) | Punkte pro Viertel: 19:9, 8:22, 20:8, 12:16 Punkte pro Halbzeit: 27:31, 32:24. |       |                                                                      |             | Wukesong-Hallenstadion, Peking Zuschauer: 11.083 Schiedsrichter: Eddie Rush (USA), Pablo Estévez (ARG), Reynaldo Mercedes (DOM) |
| 16. August 2008 20:00 Uhr (Ortszeit) | Punkte: Yao 25 Rebounds: Yao, Yi 11 Assists: Liu 3                             |       | Punkte: Nowitzki 24 Rebounds: Nowitzki 17 Assists: Hamann, Garrett 2 |             | Wukesong-Hallenstadion, Peking Zuschauer: 11.083 Schiedsrichter: Eddie Rush (USA), Pablo Estévez (ARG), Reynaldo Mercedes (DOM) |
| 16. August 2008 20:00 Uhr (Ortszeit) |                                                                                |       |                                                                      |             | Wukesong-Hallenstadion, Peking Zuschauer: 11.083 Schiedsrichter: Eddie Rush (USA), Pablo Estévez (ARG), Reynaldo Mercedes (DOM) |

| 16. August 2008 22:15 Uhr (Ortszeit) |                                                                                   | Spanien | 82 – 119                                                 | Vereinigte Staaten | Wukesong-Hallenstadion, Peking Zuschauer: 11.083 Schiedsrichter: Luigi Lamonica (ITA), Michael Aylen (AUS), Romualdas Brazauskas (LTU) |
| 16. August 2008 22:15 Uhr (Ortszeit) | Punkte pro Viertel: 22:31, 23:30, 18:25, 19:33 Punkte pro Halbzeit: 45:61, 37:58. |         |                                                          |                    | Wukesong-Hallenstadion, Peking Zuschauer: 11.083 Schiedsrichter: Luigi Lamonica (ITA), Michael Aylen (AUS), Romualdas Brazauskas (LTU) |
| 16. August 2008 22:15 Uhr (Ortszeit) | Punkte: Reyes 19 Rebounds: Reyes 8 Assists: Fernández, Rubio 3                    |         | Punkte: James 18 Rebounds: Bosh 7 Assists: James, Paul 8 |                    | Wukesong-Hallenstadion, Peking Zuschauer: 11.083 Schiedsrichter: Luigi Lamonica (ITA), Michael Aylen (AUS), Romualdas Brazauskas (LTU) |
| 16. August 2008 22:15 Uhr (Ortszeit) |                                                                                   |         |                                                          |                    | Wukesong-Hallenstadion, Peking Zuschauer: 11.083 Schiedsrichter: Luigi Lamonica (ITA), Michael Aylen (AUS), Romualdas Brazauskas (LTU) |

| 18. August 2008 14:30 Uhr (Ortszeit) |                                                                                        | Griechenland | 91 – 77                                        | China | Wukesong-Hallenstadion, Peking Zuschauer: 11.083 Schiedsrichter: Cristiano Maranho (BRA), Luigi Lamonica (ITA), Scott Butler (AUS) |
| 18. August 2008 14:30 Uhr (Ortszeit) | Punkte pro Viertel: 27:15, 19:9, 23:30, 22:23 Punkte pro Halbzeit: 46:24, 45:53.       |              |                                                |       | Wukesong-Hallenstadion, Peking Zuschauer: 11.083 Schiedsrichter: Cristiano Maranho (BRA), Luigi Lamonica (ITA), Scott Butler (AUS) |
| 18. August 2008 14:30 Uhr (Ortszeit) | Punkte: Bourousis, Spanoulis 19 Rebounds: Bourousis 9 Assists: Papaloukas, Spanoulis 5 |              | Punkte: Yao 16 Rebounds: Wang 8 Assists: Sun 6 |       | Wukesong-Hallenstadion, Peking Zuschauer: 11.083 Schiedsrichter: Cristiano Maranho (BRA), Luigi Lamonica (ITA), Scott Butler (AUS) |
| 18. August 2008 14:30 Uhr (Ortszeit) |                                                                                        |              |                                                |       | Wukesong-Hallenstadion, Peking Zuschauer: 11.083 Schiedsrichter: Cristiano Maranho (BRA), Luigi Lamonica (ITA), Scott Butler (AUS) |

| 18. August 2008 16:45 Uhr (Ortszeit) |                                                                                 | Angola | 50 – 98                                                              | Spanien | Wukesong-Hallenstadion, Peking Zuschauer: 11.083 Schiedsrichter: Eddie Rush (USA), João Abreu Muhimua (MOZ), Michael Aylen (AUS) |
| 18. August 2008 16:45 Uhr (Ortszeit) | Punkte pro Viertel: 23:15, 7:25, 11:31, 9:27 Punkte pro Halbzeit: 30:40, 20:58. |        |                                                                      |         | Wukesong-Hallenstadion, Peking Zuschauer: 11.083 Schiedsrichter: Eddie Rush (USA), João Abreu Muhimua (MOZ), Michael Aylen (AUS) |
| 18. August 2008 16:45 Uhr (Ortszeit) | Punkte: Mingas 10 Rebounds: Mingas, Ambrósio 5 Assists: Costa 5                 |        | Punkte: P. Gasol 31 Rebounds: P. Gasol 9 Assists: Rodríguez, Rubio 5 |         | Wukesong-Hallenstadion, Peking Zuschauer: 11.083 Schiedsrichter: Eddie Rush (USA), João Abreu Muhimua (MOZ), Michael Aylen (AUS) |
| 18. August 2008 16:45 Uhr (Ortszeit) |                                                                                 |        |                                                                      |         | Wukesong-Hallenstadion, Peking Zuschauer: 11.083 Schiedsrichter: Eddie Rush (USA), João Abreu Muhimua (MOZ), Michael Aylen (AUS) |

| 18. August 2008 20:00 Uhr (Ortszeit) |                                                                                   | Vereinigte Staaten | 106 – 57                                                          | Deutschland | Wukesong-Hallenstadion, Peking Zuschauer: 11.083 Schiedsrichter: Chantal Julien (FRA), Ilija Belošević (SRB), Juan Arteaga (ESP) |
| 18. August 2008 20:00 Uhr (Ortszeit) | Punkte pro Viertel: 31:12, 22:17, 30:17, 23:11 Punkte pro Halbzeit: 53:29, 53:28. |                    |                                                                   |             | Wukesong-Hallenstadion, Peking Zuschauer: 11.083 Schiedsrichter: Chantal Julien (FRA), Ilija Belošević (SRB), Juan Arteaga (ESP) |
| 18. August 2008 20:00 Uhr (Ortszeit) | Punkte: Howard 22 Rebounds: Howard 10 Assists: Williams 5                         |                    | Punkte: Nowitzki 14 Rebounds: Nowitzki 8 Assists: Hamann, Jagla 2 |             | Wukesong-Hallenstadion, Peking Zuschauer: 11.083 Schiedsrichter: Chantal Julien (FRA), Ilija Belošević (SRB), Juan Arteaga (ESP) |
| 18. August 2008 20:00 Uhr (Ortszeit) |                                                                                   |                    |                                                                   |             | Wukesong-Hallenstadion, Peking Zuschauer: 11.083 Schiedsrichter: Chantal Julien (FRA), Ilija Belošević (SRB), Juan Arteaga (ESP) |

## Finalrunde

### Viertelfinale
| 20. August 2008 14:30 Uhr (Ortszeit) |                                                                                   | Spanien | 72 – 59                                                              | Kroatien | Wukesong-Hallenstadion, Peking Zuschauer: 11.083 Schiedsrichter: Luigi Lamonica (ITA), Nikolaos Zavlanos (GRE), Petr Sudek (SVK) |
| 20. August 2008 14:30 Uhr (Ortszeit) | Punkte pro Viertel: 22:11, 15:15, 14:12, 21:21 Punkte pro Halbzeit: 37:26, 35:33. |         |                                                                      |          | Wukesong-Hallenstadion, Peking Zuschauer: 11.083 Schiedsrichter: Luigi Lamonica (ITA), Nikolaos Zavlanos (GRE), Petr Sudek (SVK) |
| 20. August 2008 14:30 Uhr (Ortszeit) | Punkte: P. Gasol 20 Rebounds: P. Gasol 10 Assists: P. Gasol, Calderón 2           |         | Punkte: Banić 15 Rebounds: Banić, Planinić 5 Assists: Kus, Nicević 2 |          | Wukesong-Hallenstadion, Peking Zuschauer: 11.083 Schiedsrichter: Luigi Lamonica (ITA), Nikolaos Zavlanos (GRE), Petr Sudek (SVK) |
| 20. August 2008 14:30 Uhr (Ortszeit) |                                                                                   |         |                                                                      |          | Wukesong-Hallenstadion, Peking Zuschauer: 11.083 Schiedsrichter: Luigi Lamonica (ITA), Nikolaos Zavlanos (GRE), Petr Sudek (SVK) |

| 20. August 2008 16:45 Uhr (Ortszeit) |                                                                                   | Litauen | 94 – 68                                      | China | Wukesong-Hallenstadion, Peking Zuschauer: 11.083 Schiedsrichter: Eddie Rush (USA), Michael Aylen (AUS), Nikolaos Pitsilkas (GRE) |
| 20. August 2008 16:45 Uhr (Ortszeit) | Punkte pro Viertel: 19:17, 22:13, 29:23, 24:15 Punkte pro Halbzeit: 41:30, 53:38. |         |                                              |       | Wukesong-Hallenstadion, Peking Zuschauer: 11.083 Schiedsrichter: Eddie Rush (USA), Michael Aylen (AUS), Nikolaos Pitsilkas (GRE) |
| 20. August 2008 16:45 Uhr (Ortszeit) | Punkte: Jasikevičius 23 Rebounds: Kleiza 7 Assists: Jasikevičius 6                |         | Punkte: Yao 19 Rebounds: Yi 9 Assists: Yao 3 |       | Wukesong-Hallenstadion, Peking Zuschauer: 11.083 Schiedsrichter: Eddie Rush (USA), Michael Aylen (AUS), Nikolaos Pitsilkas (GRE) |
| 20. August 2008 16:45 Uhr (Ortszeit) |                                                                                   |         |                                              |       | Wukesong-Hallenstadion, Peking Zuschauer: 11.083 Schiedsrichter: Eddie Rush (USA), Michael Aylen (AUS), Nikolaos Pitsilkas (GRE) |

| 20. August 2008 20:00 Uhr (Ortszeit) |                                                                                   | Vereinigte Staaten | 116 – 85                                                   | Australien | Wukesong-Hallenstadion, Peking Zuschauer: 11.083 Schiedsrichter: Juan Arteaga (ESP), Ma Lijun (CHN), Reynaldo Mercedes (DOM) |
| 20. August 2008 20:00 Uhr (Ortszeit) | Punkte pro Viertel: 25:24, 30:19, 34:18, 27:24 Punkte pro Halbzeit: 55:43, 61:42. |                    |                                                            |            | Wukesong-Hallenstadion, Peking Zuschauer: 11.083 Schiedsrichter: Juan Arteaga (ESP), Ma Lijun (CHN), Reynaldo Mercedes (DOM) |
| 20. August 2008 20:00 Uhr (Ortszeit) | Punkte: Bryant 25 Rebounds: James 9 Assists: James, Williams, Wade, Paul 3        |                    | Punkte: Mills 20 Rebounds: Worthington 6 Assists: Newley 3 |            | Wukesong-Hallenstadion, Peking Zuschauer: 11.083 Schiedsrichter: Juan Arteaga (ESP), Ma Lijun (CHN), Reynaldo Mercedes (DOM) |
| 20. August 2008 20:00 Uhr (Ortszeit) |                                                                                   |                    |                                                            |            | Wukesong-Hallenstadion, Peking Zuschauer: 11.083 Schiedsrichter: Juan Arteaga (ESP), Ma Lijun (CHN), Reynaldo Mercedes (DOM) |

| 20. August 2008 22:15 Uhr (Ortszeit) |                                                                                   | Argentinien | 80 – 78                                                     | Griechenland | Wukesong-Hallenstadion, Peking Zuschauer: 11.083 Schiedsrichter: Carl Jungebrand (FIN), José Carrión (PUR), Romualdas Brazauskas (LTU) |
| 20. August 2008 22:15 Uhr (Ortszeit) | Punkte pro Viertel: 22:23, 17:17, 17:15, 24:23 Punkte pro Halbzeit: 39:40, 41:38. |             |                                                             |              | Wukesong-Hallenstadion, Peking Zuschauer: 11.083 Schiedsrichter: Carl Jungebrand (FIN), José Carrión (PUR), Romualdas Brazauskas (LTU) |
| 20. August 2008 22:15 Uhr (Ortszeit) | Punkte: Ginóbili 24 Rebounds: Scola 8 Assists: Prigioni 3                         |             | Punkte: Fotsis 17 Rebounds: Fotsis 10 Assists: Papaloukas 4 |              | Wukesong-Hallenstadion, Peking Zuschauer: 11.083 Schiedsrichter: Carl Jungebrand (FIN), José Carrión (PUR), Romualdas Brazauskas (LTU) |
| 20. August 2008 22:15 Uhr (Ortszeit) |                                                                                   |             |                                                             |              | Wukesong-Hallenstadion, Peking Zuschauer: 11.083 Schiedsrichter: Carl Jungebrand (FIN), José Carrión (PUR), Romualdas Brazauskas (LTU) |

### Halbfinale
| 22. August 2008 20:00 Uhr (Ortszeit) |                                                                                   | Spanien | 91 – 86                                                                        | Litauen | Wukesong-Hallenstadion, Peking Zuschauer: 11.083 Schiedsrichter: Cristiano Maranho (BRA), Nikolaos Pitsilkas (GRE), Reynaldo Mercedes (DOM) |
| 22. August 2008 20:00 Uhr (Ortszeit) | Punkte pro Viertel: 21:19, 19:23, 22:24, 29:20 Punkte pro Halbzeit: 40:42, 51:44. |         |                                                                                |         | Wukesong-Hallenstadion, Peking Zuschauer: 11.083 Schiedsrichter: Cristiano Maranho (BRA), Nikolaos Pitsilkas (GRE), Reynaldo Mercedes (DOM) |
| 22. August 2008 20:00 Uhr (Ortszeit) | Punkte: P. Gasol 19 Rebounds: Jiménez 7 Assists: Rubio 4                          |         | Punkte: Jasaitis, Jasikevičius 19 Rebounds: Jasaitis 8 Assists: Jasikevičius 6 |         | Wukesong-Hallenstadion, Peking Zuschauer: 11.083 Schiedsrichter: Cristiano Maranho (BRA), Nikolaos Pitsilkas (GRE), Reynaldo Mercedes (DOM) |
| 22. August 2008 20:00 Uhr (Ortszeit) |                                                                                   |         |                                                                                |         | Wukesong-Hallenstadion, Peking Zuschauer: 11.083 Schiedsrichter: Cristiano Maranho (BRA), Nikolaos Pitsilkas (GRE), Reynaldo Mercedes (DOM) |

| 22. August 2008 22:15 Uhr (Ortszeit) |                                                                                   | Argentinien | 81 – 101                                             | Vereinigte Staaten | Wukesong-Hallenstadion, Peking Zuschauer: 11.083 Schiedsrichter: Ilija Belošević (SRB), Luigi Lamonica (ITA), Michael Aylen (AUS) |
| 22. August 2008 22:15 Uhr (Ortszeit) | Punkte pro Viertel: 11:30, 29:19, 24:29, 17:23 Punkte pro Halbzeit: 40:49, 52:41. |             |                                                      |                    | Wukesong-Hallenstadion, Peking Zuschauer: 11.083 Schiedsrichter: Ilija Belošević (SRB), Luigi Lamonica (ITA), Michael Aylen (AUS) |
| 22. August 2008 22:15 Uhr (Ortszeit) | Punkte: Scola 28 Rebounds: Scola 11 Assists: Prigioni 3                           |             | Punkte: Anthony 21 Rebounds: Bosh 10 Assists: Kidd 7 |                    | Wukesong-Hallenstadion, Peking Zuschauer: 11.083 Schiedsrichter: Ilija Belošević (SRB), Luigi Lamonica (ITA), Michael Aylen (AUS) |
| 22. August 2008 22:15 Uhr (Ortszeit) |                                                                                   |             |                                                      |                    | Wukesong-Hallenstadion, Peking Zuschauer: 11.083 Schiedsrichter: Ilija Belošević (SRB), Luigi Lamonica (ITA), Michael Aylen (AUS) |

### Spiel um Bronze
| 24. August 2008 12:00 Uhr (Ortszeit) |                                                                                      | Litauen | 75 – 87                                                     | Argentinien | Wukesong-Hallenstadion, Peking Zuschauer: 11.083 Schiedsrichter: Eddie Rush (USA), Fabio Facchini (ITA), José Carrión (PUR) |
| 24. August 2008 12:00 Uhr (Ortszeit) | Punkte pro Viertel: 21:24, 13:22, 15:22, 26:19 Punkte pro Halbzeit: 34:46, 41:41.    |         |                                                             |             | Wukesong-Hallenstadion, Peking Zuschauer: 11.083 Schiedsrichter: Eddie Rush (USA), Fabio Facchini (ITA), José Carrión (PUR) |
| 24. August 2008 12:00 Uhr (Ortszeit) | Punkte: Šiškauskas 15 Rebounds: Šiškauskas, K. Lavrinovič 6 Assists: K. Lavrinovič 3 |         | Punkte: Delfino 20 Rebounds: Delfino 10 Assists: Prigioni 7 |             | Wukesong-Hallenstadion, Peking Zuschauer: 11.083 Schiedsrichter: Eddie Rush (USA), Fabio Facchini (ITA), José Carrión (PUR) |
| 24. August 2008 12:00 Uhr (Ortszeit) |                                                                                      |         |                                                             |             | Wukesong-Hallenstadion, Peking Zuschauer: 11.083 Schiedsrichter: Eddie Rush (USA), Fabio Facchini (ITA), José Carrión (PUR) |

### Finale
| 24. August 2008 14:30 Uhr (Ortszeit) |                                                                                   | Spanien | 107 – 118                                          | Vereinigte Staaten | Wukesong-Hallenstadion, Peking Zuschauer: 11.083 Schiedsrichter: Carl Jungebrand (FIN), Pablo Estévez (ARG), Romualdas Brazauskas (LTU) |
| 24. August 2008 14:30 Uhr (Ortszeit) | Punkte pro Viertel: 31:38, 30:31, 21:22, 25:27 Punkte pro Halbzeit: 61:69, 46:49. |         |                                                    |                    | Wukesong-Hallenstadion, Peking Zuschauer: 11.083 Schiedsrichter: Carl Jungebrand (FIN), Pablo Estévez (ARG), Romualdas Brazauskas (LTU) |
| 24. August 2008 14:30 Uhr (Ortszeit) | Punkte: Fernández 22 Rebounds: Reyes 7 Assists: Navarro 4                         |         | Punkte: Wade 27 Rebounds: Bosh 7 Assists: Bryant 7 |                    | Wukesong-Hallenstadion, Peking Zuschauer: 11.083 Schiedsrichter: Carl Jungebrand (FIN), Pablo Estévez (ARG), Romualdas Brazauskas (LTU) |
| 24. August 2008 14:30 Uhr (Ortszeit) |                                                                                   |         |                                                    |                    | Wukesong-Hallenstadion, Peking Zuschauer: 11.083 Schiedsrichter: Carl Jungebrand (FIN), Pablo Estévez (ARG), Romualdas Brazauskas (LTU) |